# Jutta Bornemann
Jutta Bornemann (26 de octubre de 1920 – 20 de enero de 1999) fue una actriz y guionista austríaca. Como actriz participó en las películas Roses from the South (1954) y The Song of Kaprun (1955), y colaboró en los guiones de reconocidas películas como The Emperor Waltz (1953) y Emperor's Ball (1956).

## Filmografía seleccionada

### Guionista
- The Mine Foreman (1952)
- Ideal Woman Sought (1952)
- The Emperor Waltz (1953)
- Dark Clouds Over the Dachstein (1953)
- Emperor's Ball (1956)

### Actriz
- Roses from the South (1954)
- The Song of Kaprun (1955)